# Dravidische Sprachen

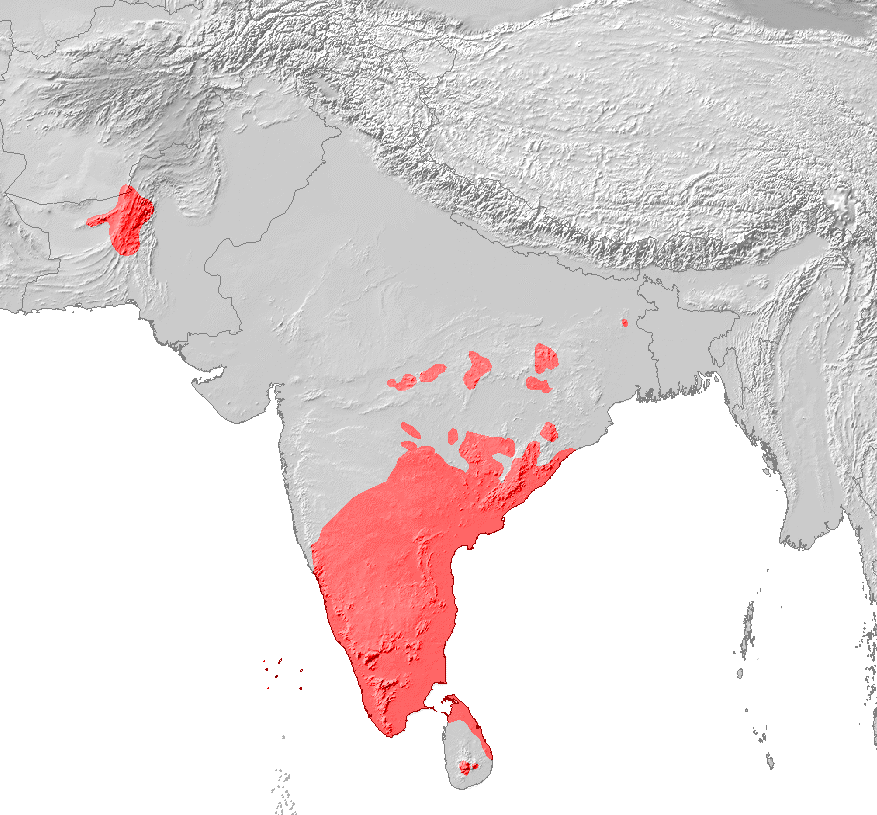
Verbreitungsgebiet der dravidischen Sprachen

Die dravidischen Sprachen (auch drawidisch) bilden eine in Südasien verbreitete Sprachfamilie. Ihr Verbreitungsgebiet umfasst hauptsächlich den Südteil Indiens inklusive Teile Sri Lankas, daneben auch einzelne Sprachinseln in Zentralindien und Pakistan. Die 27 dravidischen Sprachen haben insgesamt über 240 Millionen Sprecher. Damit ist die dravidische Sprachfamilie die sechstgrößte Sprachfamilie der Welt. Die vier wichtigsten dravidischen Sprachen sind Telugu, Tamil, Kannada und Malayalam.
Mit den im Norden Südasiens gesprochenen indoarischen Sprachen sind die dravidischen Sprachen nicht genetisch verwandt, jedoch haben sie sie typologisch stark beeinflusst. Im Gegenzug haben die meisten der heutigen dravidischen Sprachen vor allem aus dem Sanskrit, der klassischen Sprache des Hinduismus, viele Einzelwörter übernommen.

## Ursprung und Sprachgeschichte
Die Vorgeschichte der dravidischen Sprachen liegt weitgehend im Dunkeln. Ob die dravidischen Sprachen die Sprachen der Urbevölkerung Indiens sind oder ob und wie sie von außerhalb auf den Subkontinent gelangten, ist nicht hinreichend geklärt. Einige Forscher gehen davon aus, dass die Sprecher der dravidischen Sprachen ursprünglich im Bergland des westlichen Iran, dem Zāgros-Gebirge, heimisch waren und um 3500 v. Chr. begannen, von dort aus nach Indien einzuwandern, bis sich die dravidischen Sprachen um 600–400 v. Chr. bis zur Südspitze des Subkontinents verbreitet hätten. Diese These steht im Zusammenhang mit Spekulationen über eine mögliche Verwandtschaft zwischen den dravidischen Sprachen und dem im Altertum im Südwesten Irans gesprochenen Elamischen oder den uralischen Sprachen, konnte bisher aber nicht bewiesen werden. Eine Analyse des gemeinsamen dravidischen Erbwortschatzes bietet dagegen Hinweise für Indien als mögliche Urheimat der dravidischen Sprachen. So finden sich in der rekonstruierten dravidischen Protosprache Wörter für verschiedene tropische Pflanzen und auf dem Subkontinent vorkommende Tiere (Kokosnuss, Tiger, Elefant); für Tierarten wie Löwe, Kamel und Nashorn oder Begriffe wie „Schnee“ und „Eis“ lassen sich hingegen keine dravidischen Wortgleichungen aufstellen.

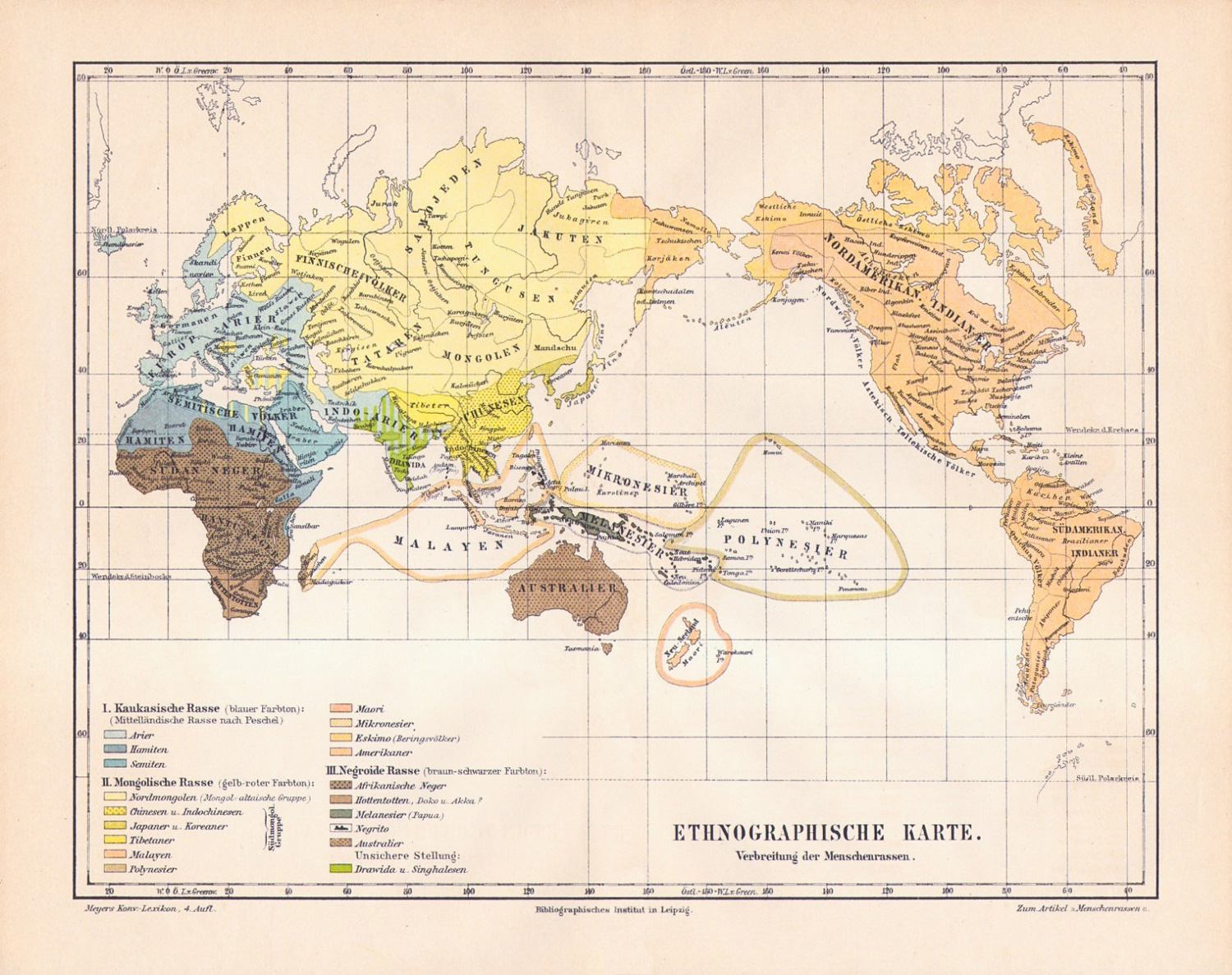
Ethnografische Karte aus dem 19. Jahrhundert, die von einem heute überholten Rassebegriff ausgeht; darauf in Grün die Draviden als Urbevölkerung Indiens. Aus Meyers Konversationslexikon, erschienen 1885–1890

Als sicher kann gelten, dass dravidische Sprachen schon vor der Ausbreitung der indoarischen Sprachen (1500–1000 v. Chr.) in Indien gesprochen wurden. Sie bilden damit zusammen mit den Munda- und sinotibetischen Sprachen eine der älteren in Indien heimischen Sprachfamilien. Schon im Rigveda, den frühesten Schriften der indoarischen Einwanderer, sind dravidische Lehnwörter nachweisbar, weshalb Grund zu der Annahme besteht, dass das Verbreitungsgebiet der dravidischen Sprachen einst bis nach Nordindien reichte. Die heute in Nordindien (Kurukh, Malto) und Pakistan (Brahui) verstreuten dravidischen Sprachinseln könnten Überreste des einstigen Sprachgebiets sein. Viele Forscher gehen bei dem Versuch, die Schrift der Induskultur zu entziffern, davon aus, dass auch die Träger dieser Kultur eine dravidische Sprache gesprochen haben, doch ließe sich dies erst nach der Entzifferung der Indus-Schrift endgültig entscheiden.
Die historisch greifbare Ära der dravidischen Sprachen beginnt mit einer Tamil-Inschrift des Kaisers Ashoka aus dem Jahr 254 v. Chr. Die ersten Inschriften in Kannada stammen aus der Mitte des 5. Jahrhunderts n. Chr., die ältesten Telugu-Inschriften aus der Zeit um 620, die ersten Malayalam-Inschriften wurden um 830 verfasst. In allen vier Sprachen entwickelte sich ein bis zwei Jahrhunderte nach den ersten Schriftzeugnissen eine Literaturtradition. Vor allem die Tamil-Literatur, die wahrscheinlich bis in die ersten Jahrhunderte n. Chr. zurückreicht, ist bedeutsam, weil sie einen weitgehend eigenständigen Ursprung hat, und nicht wie die Literaturen der anderen indischen Sprachen auf der Sanskrit-Literatur beruht. Tamil, Kannada, Telugu und Malayalam entwickelten sich als einzige dravidische Sprachen zu Literatursprachen. Zudem ist Tulu seit dem 15. Jahrhundert inschriftlich attestiert, seit dem 18. Jahrhundert gibt es eine spärliche Literaturtradition. Die weitgehend schriftlosen übrigen dravidischen Sprachen haben eine reiche mündliche Literatur, von der aber erst seit jüngerer Zeit Aufzeichnungen existieren.
Draviden wurden historisch nicht nur durch die Sprache charakterisiert. Im 19. Jahrhundert wurden die Sprecher der Draviden zusammen mit den Singhalesen als gemeinsame Unterart der „negroiden Menschenrasse“ zugeordnet (vgl. Rassentheorie).

## Geografische Verbreitung

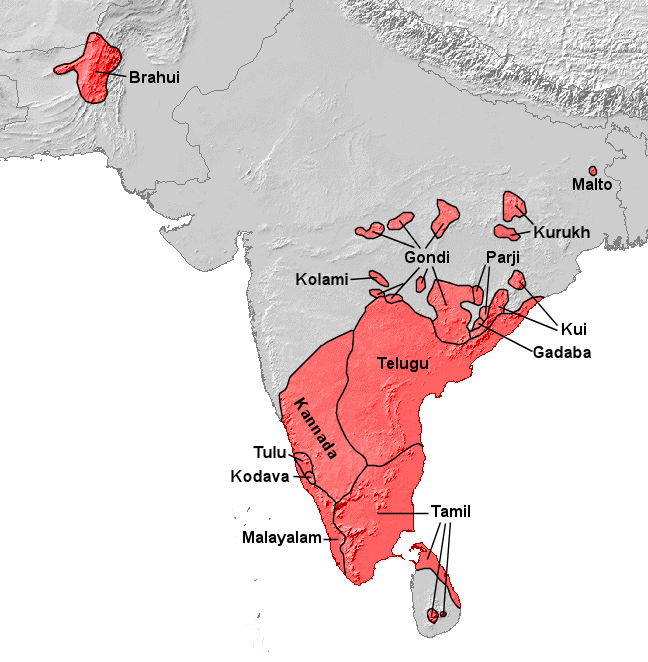
Verbreitungsgebiet der wichtigsten dravidischen Sprachen

Die dravidischen Sprachen haben ihr Hauptverbreitungsgebiet im Süden Indiens, während im Norden des Subkontinents vornehmlich indoarische Sprachen gesprochen werden. Verstreute dravidische Sprachinseln gibt es aber auch in Mittel- und Nordindien sowie in Pakistan.
Die vier größten dravidischen Sprachen gehören zu den insgesamt 22 offiziellen Sprachen Indiens und sind jeweils Amtssprache in einem der fünf südlichsten Bundesstaaten des Landes: Die größte dravidische Sprache, das Telugu, ist in den Bundesstaaten Andhra Pradesh und Telangana verbreitet und hat rund 81 Millionen Sprecher. Das Tamil wird von insgesamt 76 Millionen Menschen hauptsächlich im indischen Bundesstaat Tamil Nadu sowie in Teilen Sri Lankas (5 Millionen) gesprochen. Im Bundesstaat Karnataka ist Kannada verbreitet. Die Sprecherzahl beträgt 44 Millionen. Malayalam, die Sprache des Bundesstaats Kerala, wird von 35 Millionen Menschen gesprochen.
Ebenfalls im südindischen Kernland des dravidischen Sprachraumes, um die Stadt Mangaluru an der Westküste Karnatakas, wird von etwa 1,8 Millionen Menschen Tulu gesprochen, das über eine gewisse Literaturtradition verfügt. Das im Binnenland von Karnataka verbreitete Kodava hat rund 110.000 Sprecher und ist erst seit dem Beginn des 21. Jahrhunderts in schriftlichem Gebrauch. In den Nilgiri-Bergen zwischen Tamil Nadu, Karnataka und Kerala sind einige kleinere illiterate, von der Stammesbevölkerung (Adivasi) verwendete Sprachen verbreitet, die man als Nilgiri-Sprachen zusammenfasst: Badaga (130.000 Sprecher), Kota (2.000), Irula (200.000) und Toda (600).
In Mittel- und Nordindien sowie Bangladesch und Nepal, vor allem in unzugänglichen Berg- und Waldgegenden, gibt es eine Reihe von Sprachinseln von illiteraten dravidischen Stammessprachen. Dazu gehören Gondi (3 Millionen Sprecher auf einem weit verstreuten Gebiet in Telangana, Madhya Pradesh, Chhattisgarh, Maharashtra und Orissa), Kolami (130.000, Maharashtra und Telangana), Konda (60.000), Gadaba (beide an der Grenze zwischen Andhra Pradesh und Orissa), Naiki (Maharashtra) und Parji (50.000, Chhattisgarh). Die nah verwandten Idiome Kui (940.000), Kuwi (160.000), Pengo und Manda, die allesamt in Orissa gesprochen werden, werden oft als Kondh-Sprachen zusammengefasst. Weiter nördlich wird Kurukh von 2 Millionen Sprechern in Jharkhand, Bihar, Westbengalen, Orissa, Assam, Tripura, Bangladesch sowie im Terai in Nepal gesprochen. Malto (230.000 Sprecher) ist ebenfalls in Nordindien und Bangladesch verbreitet. Heute gänzlich vom restlichen dravidischen Sprachraum isoliert ist das in Belutschistan im pakistanisch-afghanischen Grenzland gesprochene Brahui (2,2 Millionen Sprecher). Ob diese weit entfernte Exklave einen Überrest des ursprünglichen Verbreitungsgebiets der dravidischen Sprachen vor der Ausbreitung des Indoarischen darstellt, oder die Brahuis erst später aus Zentralindien eingewandert sind, ist ungeklärt.
Als Folge von Migrationsprozessen während der britischen Kolonialzeit werden dravidische Sprachen seit dem 19. Jahrhundert in größerer Zahl u. a. auch in Singapur, Malaysia, Südafrika, auf Mauritius und auf Réunion gesprochen. In Singapur ist Tamil eine von vier Amtssprachen. In jüngerer Zeit sind viele Sprecher dravidischer Sprachen nach Europa, Nordamerika und in die Golfstaaten ausgewandert.

## Klassifikation
Die dravidischen Sprachen werden in die Nordgruppe, Zentralgruppe und die – nach Sprechern bedeutendste – Südgruppe eingeteilt, letztere zerfällt in Süd-Zentral-Dravidisch (auch Süd II genannt) und das eigentliche Süd-Dravidisch (Süd I) (vgl. Krishnamurti 2003). Wenn diese Bezeichnungen auch geographisch sind, handelt es sich dennoch um eine linguistisch begründbare genetische Klassifikation. Eine wichtige Isoglosse, nach der sich die Untergruppen einteilen lassen, ist die Bildung des Perfekts: Während die zentrale Gruppe das ursprüngliche Hilfsverb man erhalten hat, ist dieses in der süd-zentralen Gruppe gekürzt worden oder gänzlich ausgefallen, in der südlichen Gruppe dagegen hat man es durch das Hilfsverb iru ersetzt. Zudem zeigen die Untergruppen phonologische Unterschiede: In den süd-dravidischen Sprachen ist etwa ursprüngliches *c- ausgefallen (z. B. *cāṟu „sechs“ > Tamil āṟu). In der süd-zentral-dravidischen Gruppe hat eine Metathese der apikalen Laute stattgefunden, so dass dort Lautfolgen am Wortanfang vorkommen, die in den anderen dravidischen Sprachen nicht möglich sind (z. B. *varay „zeichnen, schreiben“ > Telugu vrāyu > rāyu). Die zentral-dravidische Gruppe zeichnet sich durch eine anaptyktische Alternanz in den Stammsilben aus (z. B. Kolami teḍep „Tuch“, teḍp-ul „Tücher“). In der nord-dravidischen Gruppe hat sich ursprüngliches *k vor *i gehalten, während es in den anderen Gruppen palatalisiert wurde.

### Kladogramm
Dravidisch(27 Sprachen mit 223 Mio. Sprechern)
1. Norddravidisch: (3 Sprachen, 4,3 Mio. Sprecher)
  1. Brahui
    1. Brahui (Bra'uidi) (2,2 Mio.)

  2. Kurukh-Malto
    1. Kurukh (Oraon, Kurka, Dhangar) (2,1 Mio.)
    2. Malto (Kumarbhag Paharia) (20 Tsd.)
2. Zentraldravidisch: (6 Sprachen, 240 Tsd. Sprecher)
  1. Parji-Gadaba
    1. Parji (100 Tsd.)
    2. Ollari (10 Tsd.)
    3. Konekor Gadaba (10 Tsd.)

  2. Kolami-Naiki
    1. Kolami (115 Tsd.)
      1. Naikri (2 Tsd.)

    2. Naiki (Chanda)
3. Süddravidisch:
  1. Süddravidisch i. e. S. oder Süd I: (11 Sprachen, 140 Mio. Sprecher)
    1. Tulu-Koraga
      1. Tulu (Tallu) (2 Mio.)
      2. Koraga (15 Tsd.) (D Korra, Mudu)

    2. Tamil-Kannada
      1. Kannada-Badaga
        1. Kannada (Kanaresisch) (40 Mio.; S2 45 Mio.)
        2. Badaga (250 Tsd.)

    3. Toda-Kota
      1. Toda (0.6 Tsd.)
      2. Kota (2 Tsd.)

    4. Tamil-Kodagu
    5. Kodagu-Korumba
      1. Kodava (Kodagu, Coorgi) (120 Tsd.)
      2. Kurumba (200 Tsd.)

    6. Irula
      1. Irula (200 Tsd.)

    7. Tamil-Malayalam
      1. Tamil (66 Mio., S2 75 Mio.)
      2. Malayalam (33 Mio.)

  2. Südzentraldravidisch oder Süd II: (7 Sprachen, 78 Mio. Sprecher)
    1. Gondi-Konda-Kui
      1. Gondi
        1. Gondi (2,6 Mio.)

    2. Konda-Kui
      1. Manda-Kui
      2. Manda-Pengo
        1. Manda (4 Tsd.) (1964 entdeckt)
        2. Pengo (350 Tsd.)

      3. Kui-Kuwi
        1. Kui (Kandh) (700 Tsd.)
        2. Kuwi (Khond) (300 Tsd.)

    3. Konda
      1. Konda (Konda-Dora) (15 Tsd.)

    4. Telugu
      1. Telugu (74 Mio.)

### Weitere dravidische Kleinsprachen, Sprecherzahlen
Es gibt Berichte über etliche weitere kleinere dravidische Idiome, die nur unzureichend erforscht sind. Deshalb lässt sich bei ihnen nicht feststellen, ob sie eigenständige Sprachen oder nur Dialekte der hier klassifizierten Sprachen sind. In Ethnologue (2005) werden über 70 dravidische Sprachen aufgeführt. Diese zusätzlichen „Sprachen“ werden weder in Steever (1998) noch in Krishnamurti (2003) erwähnt. Es handelt sich dabei entweder um Dialekte oder um Namen von Stämmen, die eine der hier aufgeführten dravidischen oder auch eine indoarische Sprache sprechen.
Die Sprecherzahlen sind insgesamt relativ unsicher, da oft nicht zwischen ethnischer Zugehörigkeit und Sprachkompetenz unterschieden wird.
Hypothesen zu einer Verwandtschaft der dravidischen Sprachen mit der Sprache der Indus-Kultur oder der elamischen Sprache (siehe unten) sind in dieser Klassifikation nicht berücksichtigt.

## Sprachliche Charakteristika

### Rekonstruktion des Proto-Dravidischen
Mit den Methoden der vergleichenden Sprachwissenschaft lässt sich eine dravidische Protosprache rekonstruieren, von der alle heutigen dravidischen Sprachen abstammen. Glottochronologischen Untersuchungen zufolge könnte eine gemeinsame dravidische Protosprache um 4000 v. Chr. existiert haben, ehe sie sich in die verschiedenen Einzelsprachen aufzuteilen begann. Die süd-dravidischen Sprachen hätten sich demnach als letzter Zweig um 1500 v. Chr. auseinanderentwickelt. Die Rekonstruktion wird dadurch erschwert, dass nur vier der dravidischen Sprachen über einen längeren Zeitraum schriftlich dokumentiert sind, und auch bei diesen reicht die Überlieferung weniger weit zurück als bei den indogermanischen Sprachen.

### Typologie
Typologisch gehören die dravidischen Sprachen zu den agglutinierenden Sprachen, sie drücken also Beziehungen der Wörter untereinander durch monosemantische Affixe, im Fall des Dravidischen fast ausschließlich Suffixe (Nachsilben), aus. Das bedeutet, dass im Gegensatz zu flektierenden Sprachen wie etwa dem Deutschen oder Lateinischen ein Suffix nur eine Funktion erfüllt und eine Funktion nur von einem Suffix erfüllt wird. Zum Beispiel wird im Tamil der Dativ Plural kōvilkaḷukku „den Tempeln, zu den Tempeln“ durch Kombination des Pluralsuffixes -kaḷ und des Dativsuffixes -ukku gebildet, während in den lateinischen Formen templo und templis die Endungen -o und -is jeweils gleichzeitig Kasus und Numerus bezeichnen.
Die dravidischen Sprachen unterscheiden nur zwei grundlegende Wortarten: Nomina und Verben, die jeweils unterschiedlich flektiert werden. Daneben gibt es undeklinierbare Wörter, die die Funktion von Adjektiven und Adverbien übernehmen.

### Phonologie
Die nachfolgende Rekonstruktion der Phonologie (Lautlehre) des Protodravidischen beruht auf Krishnamurti: The Dravidian Languages. 2003, S. 90–93.

#### Vokale
Das rekonstruierte Phoneminventar des Protodravidischen umfasst fünf Vokale, die jeweils in einer kurzen und langen Form vorkommen (vgl. *pal „Zahn“ und *pāl „Milch“). Die Diphthonge [⁠ai⁠] und [⁠au⁠] können als Folgen von Vokal und Halbvokal, also /⁠ay⁠/ und /⁠av⁠/, aufgefasst werden. Somit ergibt sich für das Protodravidische folgendes Vokalsystem (angegeben ist die IPA-Lautschrift und, sofern abweichend, in Klammern die wissenschaftliche Umschrift):
|             | vorne | vorne  | zentral | zentral | hinten | hinten |
| kurz        | lang  | kurz   | lang    | kurz    | lang   |        |
| ----------- | ----- | ------ | ------- | ------- | ------ | ------ |
| geschlossen | i     | iː (ī) |         |         | u      | uː (ū) |
| mittel      | e     | eː (ē) |         |         | o      | oː (ō) |
| offen       |       |        | a       | aː (ā)  |        |        |

Die meisten heute gesprochenen dravidischen Sprachen haben dieses einfache und symmetrische Vokalsystem beibehalten. In vielen schriftlosen Sprachen kontrastieren kurze und lange Vokale allerdings nur in der Stammsilbe. Brahui hat unter dem Einfluss der benachbarten indoarischen und iranischen Sprachen die Unterscheidung zwischen kurzem und langem e verloren. Andere dravidische Sprachen haben zusätzliche Vokalphoneme entwickelt: [⁠æː⁠] kommt in vielen Sprachen in englischen Lehnwörtern, im Telugu aber auch in einheimischen Wörtern vor. Kodava und die meisten Nilgiri-Sprachen kennen Zentralvokale. Tulu hat die zusätzlichen Vokale [⁠ɛ⁠] und [⁠ɯ⁠] entwickelt.
Der Wortakzent ist in den dravidischen Sprachen nur schwach ausgeprägt und nie bedeutungsunterscheidend. Meist fällt er auf die erste Silbe.

#### Konsonanten
Für das Protodravidische werden folgende 17 Konsonanten rekonstruiert, die bis auf /⁠r⁠/ und /⁠ẓ⁠/ alle auch verdoppelt vorkommen können:
|                     | labial | dental | alveolar | retroflex | palatal | velar | glottal |
| ------------------- | ------ | ------ | -------- | --------- | ------- | ----- | ------- |
| Plosive             | p      | t̪ (t)  | t (ṯ)    | ʈ (ṭ)     | c       | k     |         |
| Nasale              | m      | n̪ (n)  |          | ɳ (ṇ)     | ɲ (ñ)   |       |         |
| Laterale            |        |        | l        | ɭ (ḷ)     |         |       |         |
| Flaps/Approximanten |        |        | ɾ (r)    | ɻ (ẓ)     |         |       |         |
| Halbvokale          | ʋ (v)  |        |          |           | j (y)   |       | h       |

Auffällig am Konsonantensystem des Protodravidischen ist die Unterscheidung der Plosive (Verschlusslaute) nach sechs Artikulationsorten: labial, dental, alveolar, retroflex, palatal und velar. Der alveolare Plosiv ist nur in wenigen Sprachen wie dem Malayalam, Alt-Tamil und vielen Nilgiri-Sprachen erhalten geblieben. In anderen süddravidischen Sprachen ist er zwischen Vokalen zum Vibranten /⁠ṟ⁠/ geworden, der mit dem Flap /⁠r⁠/ kontrastiert, während diese beiden Laute in den übrigen Sprachen zusammengefallen sind. Dadurch haben die meisten heute gesprochenen dravidischen Sprachen nicht mehr sechs, sondern nur noch fünf verschiedene Artikulationsorte. Dies und insbesondere die Unterscheidung zwischen retroflexen und dentalen Plosiven ist charakteristisch für die Sprachen Südasiens.
Stimmlosigkeit und Stimmhaftigkeit waren im Protodravidischen nicht bedeutungsunterscheidend. Die Plosive hatten am Wortanfang und in Verdopplung stimmlose, zwischen Vokalen und nach Nasalen stimmhafte Allophone. Im Tamil und Malayalam gilt dies bei einheimischen Wörtern immer noch (vgl. Tamil paṭṭam [⁠ˈpaʈːʌm⁠] „Titel“ und paṭam [⁠ˈpaɖʌm⁠] „Bild“). In den anderen Sprachen kontrastieren hingegen stimmlose und stimmhafte Plosive (z. B. /⁠p⁠/ und /⁠b⁠/). Zusätzlich haben Kannada, Telugu und Malayalam sowie auch einige schriftlose Sprachen wie Kolami, Naiki und Kurukh durch Lehnwörter aus dem Sanskrit bzw. benachbarten modernen indoarischen Sprachen die Unterscheidung zwischen aspirierten und unaspirierten Plosiven eingeführt (z. B. /⁠p⁠/, /⁠pʰ⁠/, /⁠b⁠/, /⁠bʰ⁠/). Dadurch vervielfacht sich die Anzahl der Konsonanten in diesen Sprachen (so hat etwa Malayalam 39 Konsonantenphoneme).
Das Protodravidische hatte vier Nasale. Während /⁠m⁠/ und /⁠n⁠/ in allen dravidischen Sprachen vorkommen, ist das retroflexe /⁠ṇ⁠/ in allen Sprachen außer denen des süddravidischen Zweiges zum dentalen /⁠n⁠/ geworden, und auch das palatale /⁠ñ⁠/ ist nicht in allen Sprachen erhalten geblieben. Hingegen unterscheidet etwa das Malayalam analog zu den Plosiven sechs verschiedene Nasale.
Die Halbvokale /⁠y⁠/ und /⁠v⁠/ sowie die Liquiden /⁠l⁠/ und /⁠r⁠/ sind in allen dravidischen Sprachen stabil geblieben. Das retroflexe /⁠ḷ⁠/ ist in allen Sprachen außer dem süddravidischen Zweig durch /⁠l⁠/ ersetzt worden. Der retroflexe Approximant /⁠ẓ⁠/ kommt nur noch im Tamil und Malayalam vor. Das protodravidische /⁠h⁠/ kam nur in bestimmten Positionen vor und ist einzig im Alt-Tamil als sogenannter āytam-Laut erhalten. Wo in den modernen dravidischen Sprachen ein /⁠h⁠/ vorkommt, ist es entlehnt oder sekundär (z. B. Kannada hōgu „gehen“ <*pōku). Auffällig ist, dass im Protodravidischen kein einziger Sibilant vorkam. Die Sibilanten der modernen dravidischen Sprachen sind entlehnt oder sekundär. Die Phonologie einzelner dravidischer Sprachen hat besondere Entwicklungen durchgemacht, auf die hier nicht näher eingegangen werden kann. So hat Toda ein äußerst komplexes Lautsystem mit 41 verschiedenen Konsonanten.
Alveolare und retroflexe Konsonanten konnten im Protodravidischen nicht am Wortanfang vorkommen. Konsonantenhäufungen waren nur eingeschränkt im Wortinneren zulässig. Am Wortende folgte Plosiven stets der kurze Hilfsvokal /⁠u⁠/. In den modernen Sprachen sind diese Regeln teilweise durch Lehnwörter (z. B. Kannada prīti „Liebe“, aus dem Sanskrit), teilweise auch durch interne Lautwandel außer Kraft gesetzt.

### Nominalmorphologie

#### Numerus und Genus
Die dravidischen Sprachen kennen zwei Numeri, Singular und Plural. Der Singular ist unmarkiert, der Plural wird durch ein Suffix ausgedrückt. Als Pluralsuffixe kommen *-(n)k(k)a (vgl. Kui kōḍi-ŋga „Kühe“, Brahui bā-k „Münder“), *-ḷ (vgl. Telugu goḍugu-lu „Regenschirme“, Ollari ki-l „Hände“) und die Kombination dieser beiden *-(n)k(k)aḷ (vgl. Tamil maraṅ-kaḷ „Bäume“, Kannada mane-gaḷ „Häuser“) vor.
In Hinblick auf das Genus weisen die dravidischen Einzelsprachen unterschiedliche Systeme auf. Gemeinsam ist ihnen, dass das grammatikalische Geschlecht (Genus) stets dem natürlichen Geschlecht (Sexus) des Wortes entspricht. Neben einzelnen Sonderentwicklungen gibt es drei Haupttypen, bei denen die Kategorien „männlich“ bzw. „nicht-männlich“ sowie „menschlich“ und „nicht-menschlich“ eine zentrale Rolle spielen:
1. Die süddravidischen Sprachen unterscheiden im Singular zwischen Maskulinum (menschlich, männlich), Femininum (menschlich, nicht-männlich) und Neutrum (nicht-menschlich), im Plural nur zwischen Epicönum (menschlich) und Neutrum (nicht-menschlich).
2. Die zentraldravidischen und viele süd-zentral-dravidische Sprachen unterscheiden im Singular wie im Plural nur zwischen Maskulinum und Nicht-Maskulinum.
3. Telugu und die norddravidischen Sprachen unterscheiden im Singular zwischen Maskulinum und Nicht-Maskulinum, im Plural dagegen zwischen Epicönum und Neutrum.

Es herrscht keine Einigkeit darüber, welcher dieser drei Typen der ursprüngliche ist. Als Beispiel für die verschiedenen Typen von Genussystemen sind die Demonstrativpronomina der drei Sprachen Tamil (süddravidisch, Typ 1), Kolami (zentraldravidisch, Typ 2) und Telugu (süd-zentral-dravidisch, Typ 3) aufgeführt:
|        | m. Sg. | f. Sg. | n. Sg. | m. Pl.  | f. Pl.  | n. Pl. |
| ------ | ------ | ------ | ------ | ------- | ------- | ------ |
| Tamil  | avaṉ   | avaḷ   | atu    | avarkaḷ | avarkaḷ | avai   |
| Kolami | am     | ad     | ad     | avr     | adav    | adav   |
| Telugu | vāḍu   | adi    | adi    | vāru    | vāru    | avi    |

Das Genus ist nicht bei allen Nomina explizit markiert. So ist im Telugu anna „älterer Bruder“ maskulin und amma „Mutter“ nicht-maskulin, ohne dass dies aus der reinen Form des Wortes ersichtlich wird. Viele Nomina sind aber mit bestimmten Suffixen gebildet, die Genus und Numerus ausdrücken. Für das Protodravidische lassen sich die Suffixe *-an bzw. *-anṯ für den Singular Maskulinum (vgl. Tamil mak-aṉ „Sohn“, Telugu tammu-ṇḍu „jüngerer Bruder“), *-aḷ und *-i für den Singular Femininum (vgl. Kannada mag-aḷ „Tochter“, Malto maq-i „Mädchen“) sowie *-ar für den Plural Maskulinum bzw. Epicönum (vgl. Malayalam iru-var „zwei Personen“, Kurukh āl-ar „Männer“) rekonstruieren.

#### Kasus
Die dravidischen Sprachen drücken Kasusbeziehungen durch Suffixe aus. Die Anzahl der Kasus variiert in den Einzelsprachen zwischen vier (Telugu) und elf (Brahui). Allerdings lässt sich oft nur schwer eine Grenze zwischen Kasussuffixen und Postpositionen ziehen.
Der Nominativ ist stets die unmarkierte Grundform des Wortes. Die anderen Kasus werden gebildet, indem an einen Obliquusstamm Suffixe angefügt werden. Der Obliquus kann entweder identisch mit dem Nominativ sein oder durch bestimmte Suffixe gebildet werden (z. B. Tamil maram „Baum“: Obliquus mara-ttu). Für das Protodravidische lassen sich mehrere Obliquussuffixe rekonstruieren, die aus den minimalen Bestandteilen *-i-, *-a-, *-n- und *-tt- zusammengesetzt sind. In vielen Sprachen ist der Obliquus identisch mit dem Genitiv.
Proto-dravidische Kasussuffixe lassen sich für die drei Kasus Akkusativ, Dativ und Genitiv rekonstruieren. Andere Kasussuffixe kommen jeweils nur in einzelnen Zweigen des Dravidischen vor.
- Akkusativ: *-ay (Tamil yāṉaiy-ai „den Elefanten“, Malayalam avan-e „ihn“, Brahui dā shar-e „dieses Dorf (Akk.)“); *-Vn (Telugu bhārya-nu „die Ehefrau (Akk.)“, Gondi kōndat-ūn „den Ochsen“, Ollari ḍurka-n „den Panther“)
- Dativ: *-(n)k(k)- (Tamil uṅkaḷ-ukku „euch“ Telugu pani-ki „für die Arbeit“, Kolami ella-ŋ „zum Haus“)
- Genitiv: -*a/ā (Kannada avar-ā „sein“, Gondi kallē-n-ā „des Diebes“, Brahui xarās-t-ā „des Bullen“); *-in (Tamil aracan-iṉ „des Königs“, Toda ok-n „der älteren Schwester“, Ollari sēpal-in „des Mädchens“)

#### Pronomina
Personalpronomina kommen in der 1. und 2. Person vor. In der 1. Person Plural gibt es eine inklusive und exklusive Form, d. h., es wird unterschieden, ob der Angesprochene mit einbezogen ist. Außerdem gibt es ein Reflexivpronomen, das sich auf das Subjekt des Satzes bezieht und in seiner Bildungsweise den Personalpronomina entspricht. Die für das Protodravidische rekonstruierten Personal- und Reflexivpronomina sind in der nachfolgenden Tabelle aufgeführt. Daneben gibt es in einigen Sprachen Sonderentwicklungen: Die süd- und süd-zentral-dravidischen Sprachen haben den *ñ-Anlaut der 1. Person Plural inklusiv auch auf die 1. Person Singular übertragen (vgl. Malayalam ñān, aber Obliquus en < *yan). Die Unterschiede zwischen den Formen für das inklusive und exklusive Wir sind teilweise verschwommen, das Kannada hat diese Unterscheidung gänzlich aufgegeben. Die Sprachen der Tamil-Kodagu-Gruppe haben ein neues exklusives Wir durch Anfügung des Pluralsuffixes gebildet (vgl. Tamil nām „wir (inkl.)“, nāṅ-kaḷ „wir (exkl.)“).
|              | Nom. | Obl. | Bedeutung          |
| ------------ | ---- | ---- | ------------------ |
| 1. Sg.       | *yān | *yan | ich                |
| 1. Pl. exkl. | *yām | *yam | wir (exkl.)        |
| 1. Pl. inkl. | *ñām | *ñam | wir (inkl.)        |
| 2. Sg.       | *nīn | *nin | du                 |
| 2. Pl        | *nīm | *nim | ihr                |
| Refl. Sg.    | *tān | *tan | (er/sie/es) selbst |
| Refl. Pl.    | *tām | *tam | (sie) selbst       |

Die Demonstrativpronomina dienen zugleich als Personalpronomina der 3. Person. Sie bestehen aus einem Anfangsvokal, der die Deixis ausdrückt, und einem Suffix, das Numerus und Genus ausdrückt. Bei der Deixis werden drei Stufen unterschieden: Die Ferndeixis wird mit dem Anfangsvokal *a-, die mittlere Deixis mit *u- und die Nahdeixis mit *i- gebildet. Dieselben deiktischen Elemente kommen auch bei Lokal- („hier“, „dort“) und Temporaladverbien („jetzt“, „dann“) vor. Die ursprüngliche dreifache Unterscheidung der Deixis (z. B. Kota avn „er, jener“, ūn „er, dieser da“, ivn „er, dieser hier“) ist nur in wenigen heute gesprochenen Sprachen erhalten geblieben. Interrogativpronomina werden analog zu den Demonstrativpronomina gebildet und sind durch die Anfangssilbe *ya- gekennzeichnet (z. B. Kota evn „welcher“).

#### Zahlwörter
Für die Grundzahlen bis „hundert“ lassen sich gemeindravidische Wurzeln rekonstruieren. Ein einheimisches Zahlwort für „tausend“ hat nur Telugu (vēyi). Die übrigen dravidischen Sprachen haben ihr Zahlwort für „tausend“ aus dem Indoarischen entlehnt (Tamil, Malayalam āyiram, Kannada sāvira, Kota cāvrm < Prakrit *sāsira < Sanskrit sahasra). Aus dem Sanskrit stammen auch die Zahlwörter für „hunderttausend“ und „zehn Millionen“, die sich in den dravidischen Sprachen wie in den übrigen Sprachen Südasiens finden (vgl. Lakh und Crore). Viele der dravidischen Stammessprachen Zentral- und Nordindiens haben in großem Umfang Zahlwörter aus den benachbarten nicht-dravidischen Sprachen übernommen, so sind z. B. im Malto nur „eins“ und „zwei“ dravidischen Ursprungs.
Die dravidischen Zahlwörter folgen dem Dezimalsystem, d. h. zusammengesetzte Zahlen werden als Vielfache von 10 gebildet (z. B. Telugu ira-vay okaṭi (2×10 + 1) „einundzwanzig“). Eine Besonderheit der süddravidischen Sprachen ist, dass die Zahlwörter für 9, 90 und 900 von der jeweils nächsthöheren Einheit abgeleitet werden. So lassen sich im Tamil oṉ-patu „neun“ als „eins weniger als zehn“ und toṇ-ṇūṟu „neunzig“ als „neun (Zehntel) von hundert“ analysieren. Kurukh und Malto haben unter dem Einfluss benachbarter Munda-Sprachen ein Vigesimalsystem mit 20 als Basis entwickelt (z. B. Malto kōṛi-ond ēke (20×1 + 1) „einundzwanzig“).
| Zahl | Protodravidisch | Tamil  | Malayalam | Kannada | Telugu  |
| ---- | --------------- | ------ | --------- | ------- | ------- |
| 1    | *onṯu           | oṉṟu   | onnu      | ondu    | okaṭi   |
| 2    | *iraṇṭu         | iraṇṭu | raṇṭu     | eraḍu   | reṇḍu   |
| 3    | *mūnṯu          | mūṉṟu  | mūnnu     | mūru    | mūḍu    |
| 4    | *nālnk(k)V      | nāṉku  | nālu      | nālku   | nālugu  |
| 5    | *caymtu         | aintu  | añcu      | aitu    | aidu    |
| 6    | *cāṯu           | āṟu    | āṟu       | āru     | āru     |
| 7    | *ēẓ/*eẓV        | ēẓu    | ēẓu       | ēḷu     | ēḍḍu    |
| 8    | *eṇṭṭu          | eṭṭu   | eṭṭu      | eṇṭu    | enimidi |
| 9    | *toḷ/*toṇ       | oṉpatu | onpatu    | ombattu | tommidi |
| 10   | *pahtu          | pattu  | pattu     | hattu   | padi    |
| 100  | *nūṯ            | nūṟu   | nūṟu      | nūru    | nūru    |

### Verbalmorphologie
Das dravidische Verb wird gebildet, indem an den Wortstamm Suffixe für Tempus und Modus sowie Personalsuffixe angehängt werden. So setzt sich das Tamil-Wort varukiṟēṉ „ich komme“ aus dem Verbstamm varu-, dem Präsens-Suffix -kiṟ und dem Suffix der 1. Person Singular -ēṉ zusammen. Im Proto-Dravidischen gibt es nur zwei Tempora, Vergangenheit und Nicht-Vergangenheit, während viele Tochtersprachen ein komplexeres Tempussystem ausgebildet haben. Die Verneinung wird synthetisch durch eine spezielle negative Verbform ausgedrückt (vgl. Konda kitan „er machte“, kiʔetan „er machte nicht“). Der Verbstamm kann in vielen dravidischen Sprachen durch stammbildende Suffixe modifiziert werden. So leitet Malto vom Stamm nud- „verstecken“ den reflexiven Verbstamm nudɣr- „sich verstecken“ ab.
Infinite Verbformen sind entweder von einem folgenden Verb oder einem folgenden Nomen abhängig. Sie dienen der Bildung von komplexeren syntaktischen Konstruktionen. Im Dravidischen können Verbalkomposita gebildet werden, so ist das tamilische konṭuvara „bringen“ zusammengesetzt aus einer infiniten Form des Verbes koḷḷa „halten“ und dem Verb vara „kommen“.

### Syntax
Kennzeichnend für die dravidischen Sprachen ist eine feste Wortfolge Subjekt-Objekt-Verb (SOV). Demnach steht das Subjekt an erster Stelle im Satz (ihm können höchstens noch Umstandsbestimmungen der Zeit und des Ortes vorangehen) und das Prädikat stets am Satzende. Wie es für SOV-Sprachen charakteristisch ist, stehen in den dravidischen Sprachen Attribute stets vor ihrem Bezugswort, untergeordnete Sätze vor Hauptsätzen, Vollverben vor Hilfsverben und es werden Postpositionen statt Präpositionen eingesetzt. Einzig in den nord-dravidischen Sprachen ist die rigide SOV-Wortfolge gelockert worden.
Ein einfacher Satz besteht aus einem Subjekt und einem Prädikat, das entweder ein Verb oder ein Nomen sein kann. Eine Kopula gibt es im Dravidischen nicht. Das Subjekt steht normalerweise im Nominativ, in vielen dravidischen Sprachen steht in einem Satz, der ein Gefühl, eine Wahrnehmung oder einen Besitz ausdrückt, das Subjekt auch im Dativ. In allen dravidischen Sprachen außer Malayalam kongruiert ein verbales Prädikat mit einem Nominativsubjekt. Kui und Kuwi haben ein System der Kongruenz zwischen Objekt und Verb entwickelt. In einigen dravidischen Sprachen (Alt-Tamil, Gondi, Telugu, Kannada) nimmt auch ein nominales Prädikat Personalendungen an.
Ein Beispiel aus dem Telugu:
- nēnu peddanu. „ich bin groß“ (1. P. Sg. Pers. Pron., nominales Prädikat bestehend aus Adjektiv „pedda“, groß, älter, und Endung des Personalpronomens)
- nuvvu peddavi. „du bist groß“ (Endung des Personalpronomens 2. P. Sg. -vu/-vi)
- adi peddadi. „es ist groß“ (Endung des Demonstrativpronomens 3. P. Sg. -di)

Beispiele für einfache Sätze aus dem Tamil mit Interlinearübersetzung:
- avar eṉṉaik kēṭṭār. (er mich fragte) „Er fragte mich.“ (Subjekt im Nominativ, verbales Prädikat)
- avar eṉ appā. (er mein Vater) „Er ist mein Vater.“ (Subjekt im Nominativ, nominales Prädikat)
- avarukku kōpam vantatu. (ihm Zorn es-kam) „Er wurde zornig.“ (Subjekt im Dativ, verbales Prädikat)
- avarukku oru makaṉ. (ihm ein Sohn) „Er hat einen Sohn.“ (Subjekt im Dativ, nominales Prädikat)

Komplexe Sätze bestehen aus einem Haupt- und einem oder mehreren Nebensätzen. Generell kann ein Satz nur ein finites Verb enthalten. Die dravidischen Sprachen kennen keine Konjunktionen, Nebensätze werden ebenso wie Parataxen durch infinite Verbformen gebildet. Dazu gehören der Infinitiv, das Verbalpartizip, das eine Abfolge von Handlungen ausdrückt, und der Konditional, der eine Bedingtheit ausdrückt. Relativsätzen entsprechen Konstruktionen mit den sogenannten adnominalen Partizipien. Beispiele aus dem Tamil mit Interlinearübersetzung:
- avarai varac col. (ihn kommen sag) „Sag ihm, dass er kommen soll.“ (Infinitiv)
- kaṭaikku pōyi muṭṭaikaḷ koṇṭuvā. (ins-Geschäft gegangen-seiend Eier bring) „Geh ins Geschäft und bring Eier.“ (Verbalpartizip)
- avaṉ poy coṉṉāl ammā aṭippāḷ. (er Lüge wenn-sagend Mutter wird-schlagen) „Wenn er lügt, wird Mutter ihn schlagen.“ (Konditional)
- avaṉ coṉṉatu uṇmai. (er sagend Wahrheit) „Was er sagt, ist wahr.“ (adnominales Partizip)

Bei Nebensätzen mit einem nominalen Prädikat sind diese Konstruktionen nicht möglich, da zu einem Nomen keine infiniten Formen gebildet werden können. Hier behilft man sich mit dem sogenannten quotativen Verb (meist einer infiniten Form von „sagen“), durch das der nominale Nebensatz in das Satzgefüge eingebettet wird. Beispiel aus dem Tamil mit Interlinearübersetzung:
- nāṉ avaṉ nallavaṉ eṉṟu niṉaikkiṟēṉ. (ich er Guter sagend denke) „Ich denke, dass er ein guter Mann ist.“

### Wortschatz
Wortwurzeln scheinen im Protodravidischen in der Regel einsilbig gewesen zu sein. Protodravidische Wörter konnten einfach, abgeleitet oder Komposita sein. Iterative Komposita konnten durch Verdopplung eines Wortes gebildet werden, vgl. Tamil avar „er“ und avaravar „Jedermann“ oder vantu „kommend“ und vantu vantu „immer wieder kommend“. Eine Sonderform der reduplizierten Komposita sind die sogenannten Echowörter, bei denen die erste Silbe des zweiten Wortes durch ki ersetzt wird, vgl. Tamil pustakam „Buch“ und pustakam-kistakam „Bücher und Ähnliches“. Die Zahl der Verben ist im Dravidischen geschlossen. Neue Verben können nur durch Nomen-Verb-Komposita gebildet werden, z. B. Tamil vēlai ceyya „arbeiten“ aus vēlai „Arbeit“ und ceyya „machen“.
Die heutigen dravidischen Sprachen besitzen außer dem ererbten dravidischen Wortschatz eine große Zahl an Wörtern aus dem Sanskrit oder späteren indoarischen Sprachen. Im Tamil machen sie nicht zuletzt aufgrund gezielter sprachpuristischer Tendenzen im frühen 20. Jahrhundert einen verhältnismäßig kleinen Teil aus, während im Telugu und Malayalam die Zahl der indoarischen Lehnwörter groß ist. Im Brahui, das aufgrund seiner Entfernung von den übrigen dravidischen Sprachen stark von seinen Nachbarsprachen beeinflusst wurde, ist gar nur ein Zehntel des Wortschatzes dravidischen Ursprungs. In jüngerer Zeit haben die dravidischen Sprachen, wie alle Sprachen Indiens, auch in großem Maßstab Wörter aus dem Englischen entlehnt, weniger zahlreich sind die Lehnwörter aus dem Portugiesischen.
Dravidische Wörter, die ihren Weg ins Deutsche gefunden haben, sind „Orange“ (über Sanskrit nāraṅga, vgl. Tamil nāram), „Katamaran“ (Tamil kaṭṭumaram „[Boot aus] gebundenen Baumstämmen“), „Mango“ (Tamil māṅkāy, Malayalam māṅṅa), „Manguste“ und „Mungo“ (Telugu muṅgisa, Kannada muṅgisi), „Curry“ (Tamil kaṟi) sowie eventuell „Kuli“ (Tamil kūli, „Lohn“). Auch das Wort Brille leitet sich über die Bezeichnung des Minerals Beryll wohl von einem dravidischen Etymon her.
Einige dravidische Wortgleichungen
| Sprache       | Fisch | ich        | unten         | kommen     | ein(s)        |
| ------------- | ----- | ---------- | ------------- | ---------- | ------------- |
| Proto-Drawid. | *mīn  | *yān       | *kīẓ ~ kiẓ    | *varu ~ vā | *ōr ~ or ~ on |
| Tamil         | mīṉ   | yāṉ, nāṉ   | kīẓ           | varu, vā-  | oru, ōr, okka |
| Malayalam     | mīn   | ñān        | kīẓ, kiẓu     | varu, vā-  | oru, ōr, okka |
| Irula         |       | nā(nu)     | kiye          | varu       | or-           |
| Kota          | mīn   | ān         | kī, kīṛm      | vār-, va-  | ōr, o         |
| Toda          | mīn   | ōn         | kī            | pōr-, pa-  | wïr, wïd, oš  |
| Badaga        | mīnu  | nā(nu)     | kīe           | bā-, bar   | ondu          |
| Kannada       | mīn   | nānu       | kīẓ, keḷa     | ba-, bāru- | or, ōr, ondu  |
| Kodagu        | mīnï  | nānï       | kï;, kïlï     | bār-, ba-  | orï, ōr, onï  |
| Tulu          | mīnɯ  | yānu, yēnu | kīḷɯ          | barpini    | or, oru       |
| Telugu        | mīnu  | ēnu, nēnu  | kri, k(r)inda | vaccu, rā- | okka, ondu    |
| Gondi         | mīn   | anā, nanna |               | vaya       | or-, undi     |
| Konda         | mīn   | nān(u)     |               | vā-, ra-   | or-, unṟ-     |
| Kui           | mīnu  | ānu, nānu  |               | vāva       | ro-           |
| Kuwi          | mīnu  | nānu       |               | vā-        | ro-           |
| Manda         |       | ān         |               | vā-        | ru-           |
| Pengo         |       | ān, āneŋ   |               | vā-        | ro-           |
| Kolami        |       | ān         |               | var-, vā   | ok-           |
| Parji         | mīni  | ān         | kiṛi          | ver-       | ok-           |
| Gadaba        | mīn   | ān         |               | var-       | uk-           |
| Malto         | mīnu  | ēn         |               | bare       | ort-, -ond    |
| Kuruch        |       | ēn         | kiyyā         | barnā-     | ort-, on      |
| Brahui        |       | ī          | ki-, kē-      | bar-, ba-  | asiṭ, on-     |

## Schriften

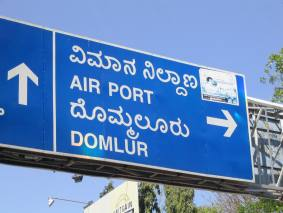
Zweisprachiges Straßenschild (Kannada/Englisch) in Bengaluru

Von den dravidischen Sprachen sind nur die vier großen Sprachen Telugu, Tamil, Kannada und Malayalam etablierte Schriftsprachen. Jede von diesen besitzt eine eigene Schrift: die Telugu-Schrift, Tamil-Schrift, Kannada-Schrift und Malayalam-Schrift. Sie gehören, wie auch die Schriften Nordindiens, Tibets und Südostasiens, zur Familie der indischen Schriften. Diese stammen allesamt von der im 3. Jahrhundert v. Chr. dokumentierten Brahmi-Schrift ab, deren Ursprünge ungeklärt sind. Die dravidischen Schriften unterscheiden sich von den nordindischen Schriften dahingehend, dass sie einige zusätzliche Zeichen für Laute haben, die in den indoarischen Sprachen nicht vorkommen. Die Tamil-Schrift zeichnet sich ferner dadurch aus, dass sie aufgrund der Phonologie des Tamil keine Zeichen für stimmhafte und aspirierte Konsonanten besitzt und das Zeicheninventar somit wesentlich verknappt wird. Zudem verwendet sie anders als alle anderen indischen Schriften für Konsonantencluster keine Ligaturen, sondern ein spezielles diakritisches Zeichen.
Für die übrigen dravidischen Sprachen verwendet man, so sie denn überhaupt geschrieben werden, meist die Schrift der jeweiligen regionalen Mehrheitssprache, also etwa die Kannada-Schrift für Kodava, die Devanagari-Schrift für Gondi oder die auch für die übrigen Sprachen Pakistans verwendete persisch-arabische Schrift für Brahui.

Das Zeichen ka in den dravidischen Schriften
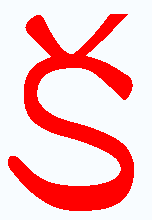
Telugu
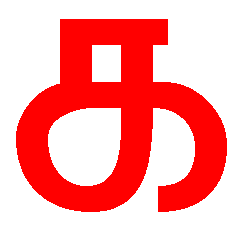
Tamil
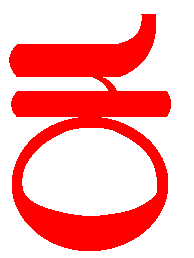
Kannada
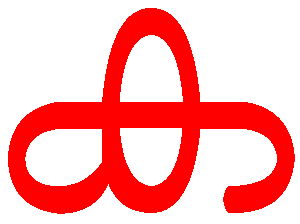
Malayalam

## Forschungsgeschichte

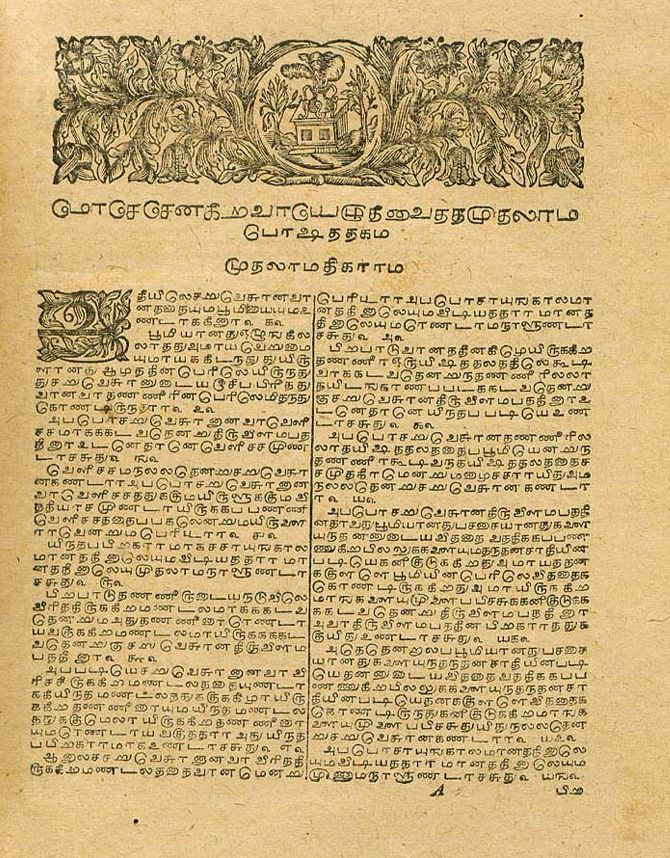
In der frühen Neuzeit beschäftigten sich vor allem christliche Missionare mit den dravidischen Sprachen. Hier eine Seite aus einer tamilischsprachigen Bibel der Dänisch-Halleschen Mission aus dem Jahr 1723

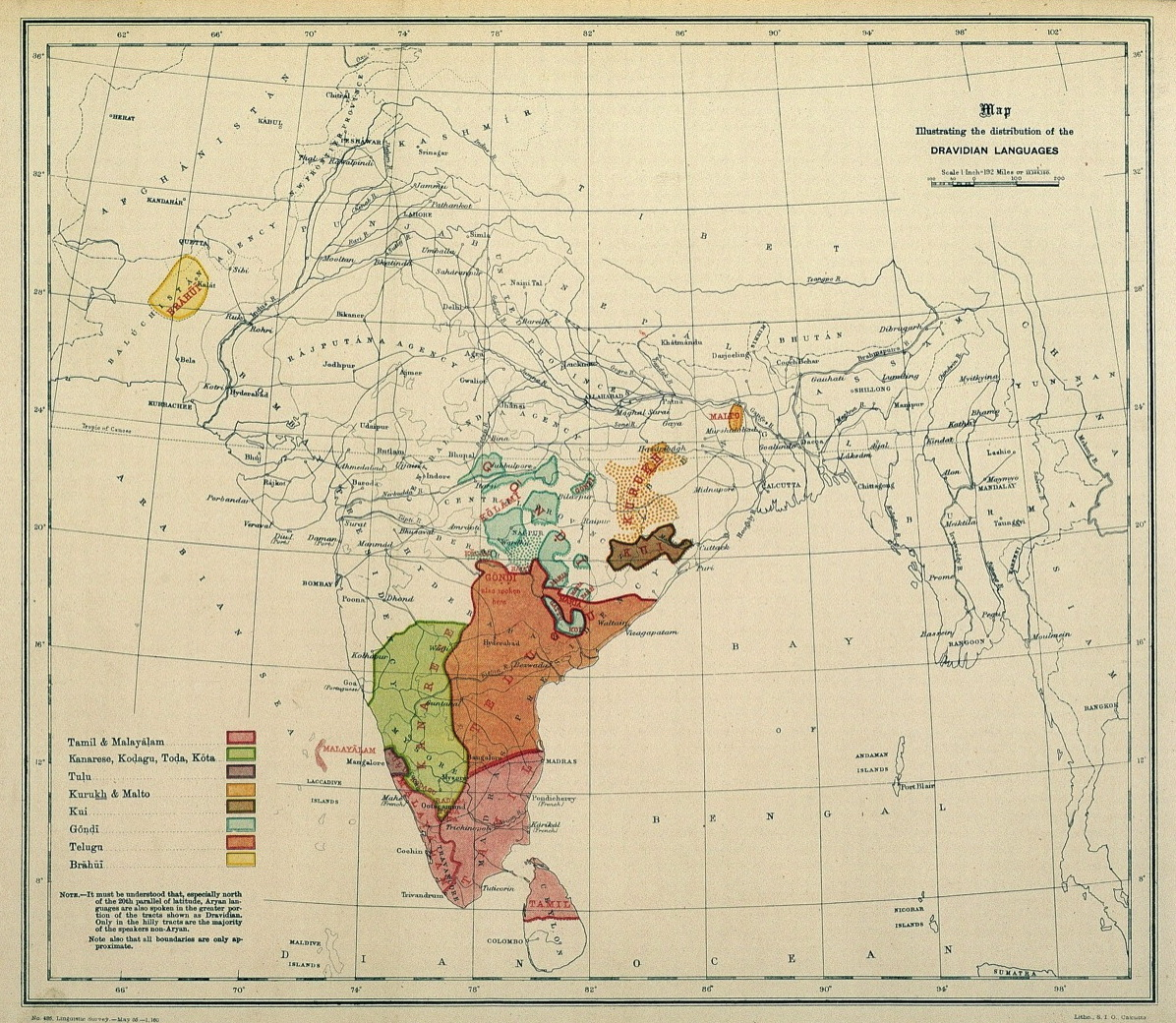
Karte aus der Linguistic Survey of India (1906)

In Indien existiert eine uralte einheimische Grammatiktradition. Sowohl die Wurzeln der Tamil- als auch der Sanskrit-Grammatik reichen über 2000 Jahre in die Vergangenheit. Was die Verwandtschaft zwischen Tamil und Sanskrit angeht, gab es in Südindien zwei widersprüchliche Sichtweisen: Die eine betonte die Eigenständigkeit und Gleichwertigkeit von Tamil, das ebenso wie Sanskrit als „göttliche Sprache“ angesehen wurde, die andere hielt Tamil für eine Verfälschung des „heiligen“ Sanskrit.
Nachdem Vasco da Gama 1498 als erster europäischer Seefahrer in Calicut gelandet war, kamen im 16. Jahrhundert erstmals europäische Missionare in Kontakt mit den Tamil- und Malayalamsprachigen Teilen Südindiens. Der erste europäische Gelehrte, der sich eingehend mit dravidischen Sprachen befasste, war der portugiesische Jesuit Anrique Anriquez (ca. 1520–1600). Er schrieb 1552 eine Tamil-Grammatik, ließ 1554 das erste tamilische Buch drucken und schrieb weitere tamilischsprachige Literatur religiösen Inhalts.
William Jones, der 1786 die Verwandtschaft zwischen Sanskrit, Griechisch und Latein erkannte und damit die Indogermanistik begründete, hielt alle zeitgenössischen indischen Sprachen für mit dem Sanskrit unverwandt. Später stellte man fest, dass Hindi und die anderen modernen indoarischen Sprachen mit Sanskrit verwandt sind, schoss nun aber gewissermaßen über das Ziel hinaus und hielt auch die dravidischen Sprachen für Abkömmlinge des Sanskrit.
Der Engländer Francis Whyte Ellis, der als Kolonialbeamter in Madras tätig war, beschäftigte sich mit Tamil und stellte in seinem Vorwort zur 1816 erschienenen, ersten Telugu-Grammatik erstmals eine Verwandtschaft zwischen Tamil, Telugu, Kannada, Malayalam, Tulu, Kodagu und Malto fest, die er als „Dialekte Südindiens“ zusammenfasste. 1844 erkannte der norwegische Indologe Christian Lassen die Verwandtschaft von Brahui mit den südindischen Sprachen. Die Erkenntnis der Eigenständigkeit der dravidischen Sprachen setzte sich endgültig mit der 1856 veröffentlichten vergleichenden Grammatik der dravidischen Sprachen des Engländers Robert Caldwell durch. Von Caldwell stammt auch die Bezeichnung „dravidisch“ (zuvor war von „Dekhan-Sprachen“ oder schlicht von „südindischen Dialekten“ die Rede gewesen). Als Vorlage für den Begriff diente ihm das Sanskrit-Wort drāviḍa, mit dem der indische Schriftsteller Kumarila Bhatta schon im 7. Jahrhundert die südindischen Sprachen bezeichnet hatte. Etymologisch ist drāviḍa wohl mit tamiḻ, der Eigenbezeichnung für Tamil, verwandt.
In den nächsten 50 Jahren nach Caldwell folgten keine großen Fortschritte in der Erforschung der dravidischen Sprachen. Die Indologie konzentrierte sich fast ausschließlich auf das Sanskrit, während westliche Gelehrte, die sich mit dravidischen Sprachen beschäftigten, sich hauptsächlich darauf beschränkten, Wörterbücher zusammenzutragen. Der 1906 erschienene vierte Band des Linguistic Survey of India widmete sich den Munda- und dravidischen Sprachen und läutete eine zweite aktive Phase der dravidischen Sprachwissenschaft ein. In der Folgezeit wurden zahlreiche neue dravidische Sprachen entdeckt, zudem wurden erstmals Untersuchungen zur Verwandtschaft des Dravidischen mit anderen Sprachfamilien und den Sprachkontakten zwischen indoarischen und dravidischen Sprachen vorgenommen. Jules Bloch veröffentlichte 1946 eine Synthese mit dem Titel Structure grammaticale des langues dravidiennes. In der Folgezeit beschäftigten sich Forscher wie Thomas Burrow, Murray B. Emeneau, Bhadriraju Krishnamurti, P.S. Subrahmanyam, N. Kumaraswami Raja, S.V. Shanmugan, Michail Sergejewitsch Andronow oder Kamil V. Zvelebil mit den dravidischen Sprachen. In der zweiten Hälfte des 20. Jahrhunderts bürgerten sich die Begriffe Dravidistik und Tamilistik für die dravidische bzw. tamilische Philologie ein. Einige Hochschulen haben dravidische Sprachen, meist Tamil, in ihr Lehrangebot aufgenommen, im deutschsprachigen Raum etwa die Universität zu Köln und die Ruprecht-Karls-Universität Heidelberg.

## Beziehungen zu anderen Sprachen
Die dravidischen Sprachen sind nach derzeitigem Forschungsstand mit keiner anderen Sprachfamilie der Welt nachweislich verwandt. Mit den übrigen Sprachen Südasiens weisen sie zahlreiche Übereinstimmungen auf, die aber zweifelsfrei nicht auf genetischer Verwandtschaft, sondern auf gegenseitiger Annäherung durch jahrtausendelangen Sprachkontakt beruhen. Eine mögliche Verwandtschaft mit der Sprache der Indus-Kultur, als „Harappanisch“ bezeichnet, konnte nicht nachgewiesen werden, weil die Indus-Schrift noch nicht entziffert ist. Während der vergangenen anderthalb Jahrhunderte hat es eine Vielzahl von Versuchen gegeben, Verbindungen zwischen den dravidischen Sprachen und anderen Sprachen oder Sprachfamilien herzustellen. Unter diesen sind die Theorien einer Verwandtschaft mit der elamischen Sprache und der uralischen Sprachfamilie am vielversprechendsten, wenn sie auch nicht abschließend nachgewiesen werden konnten.

### Südasiatischer Sprachbund

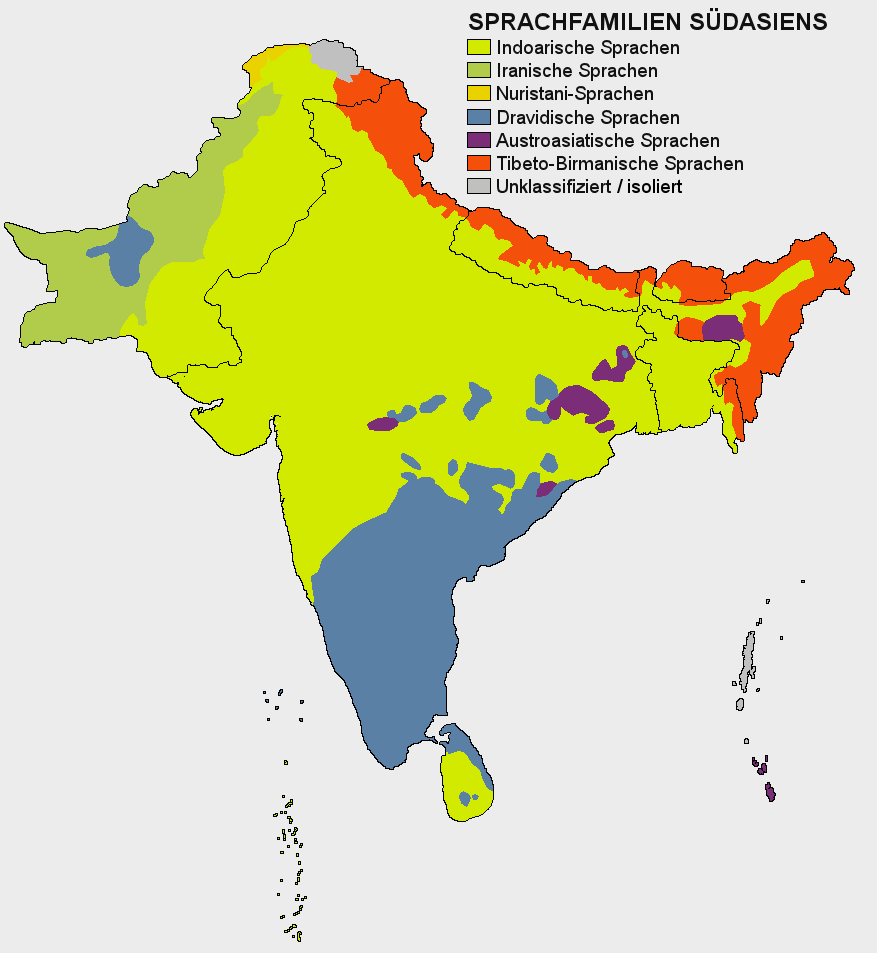
Die dravidischen Sprachen im Kontext der Sprachfamilien Südasiens

Die in Südasien beheimateten Sprachen gehören vier verschiedenen Sprachfamilien an. Außer den dravidischen Sprachen sind dies die indogermanische (indoarische und iranische Untergruppe), austroasiatische (Munda- und Mon-Khmer-Untergruppe) und sino-tibetische (tibeto-birmanische Untergruppe) Sprachfamilie. Obwohl diese vier Sprachfamilien genetisch nicht verwandt sind, haben sie sich durch jahrtausendelangen Sprachkontakt so sehr einander angenähert, dass man von einem südasiatischen Sprachbund spricht.
Die dravidischen Sprachen teilen alle wichtigen Charakteristika, die diesen Sprachbund ausmachen. Dabei scheinen die dravidischen Sprachen einen starken typologischen (z. B. Komposita, Verbalpartizipien)
und auch phonologischen (z. B. Vorhandensein der Retroflexe, Vereinfachung der Konsonantencluster im Mittelindoarischen) Einfluss auf die indoarischen Sprachen ausgeübt zu haben. Im Gegenzug haben die dravidischen Sprachen in großem Maße Wortschatz aus dem Sanskrit und anderen indoarischen Sprachen übernommen, was teilweise auch Auswirkungen auf ihre Phonologie gehabt hat (Phonemstatus der aspirierten Konsonanten).

### Dravidisch und Harappanisch

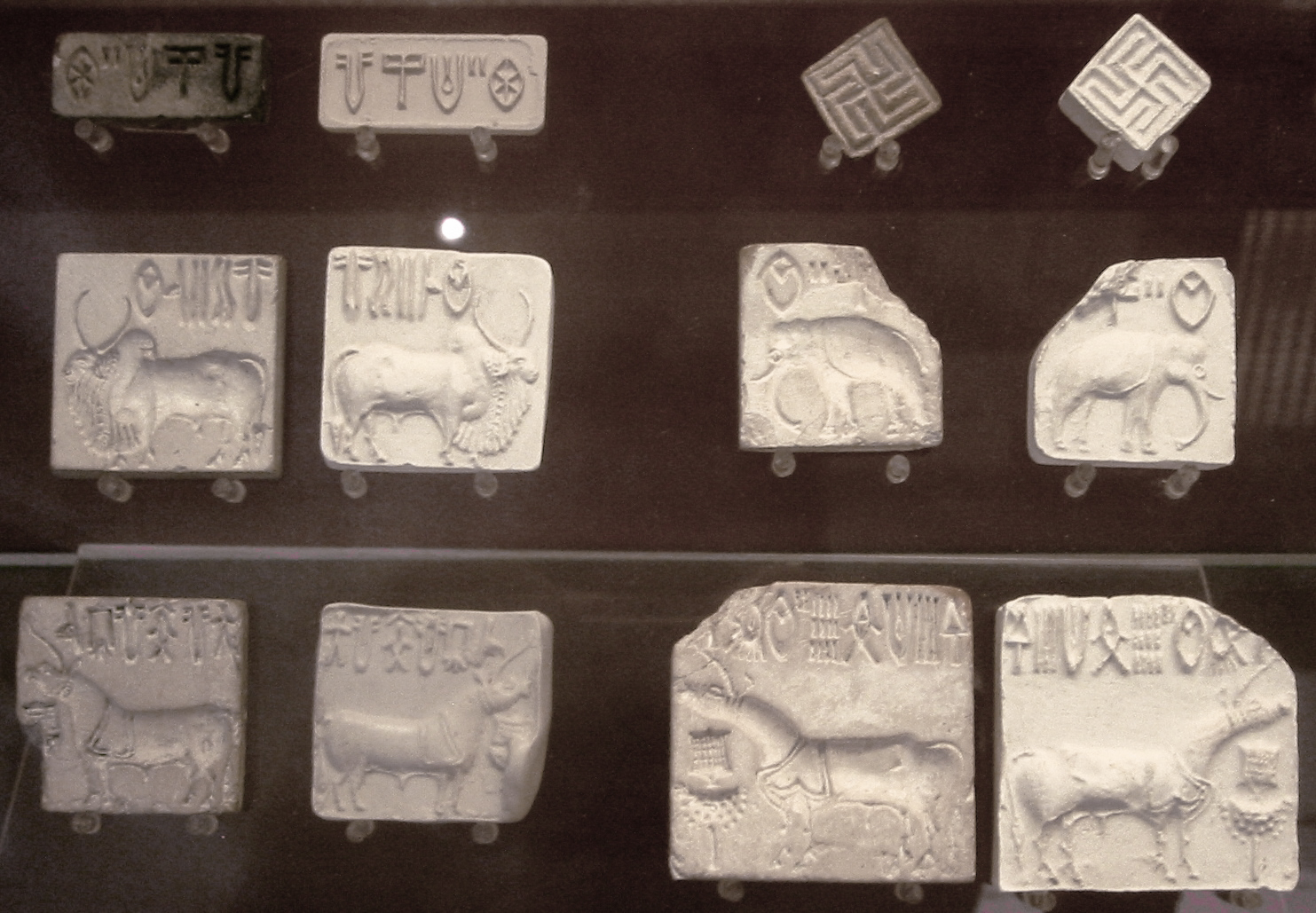
Siegel mit Schriftzeichen der Indus-Schrift

Die Sprache der Indus- oder Harappa-Kultur, einer frühen Zivilisation, die sich zwischen 2800 und 1800 v. Chr. im Indus-Tal im Nordwesten des indischen Subkontinents entwickelte, ist unbekannt. Sie ist in einer Reihe von Inschriften auf Siegeln überliefert, die in der noch unentzifferten Indus-Schrift abgefasst sind. Seit der Entdeckung der Indus-Schrift im Jahr 1875 ist eine Vielzahl von Versuchen unternommen worden, die Schrift zu entziffern und die harappanische Sprache zu identifizieren. Dabei ist vielfach die Hypothese geäußert worden, die Träger der Indus-Kultur hätten eine dravidische Sprache gesprochen. Als Indiz dafür wird angeführt, dass mit Brahui auch heutzutage eine dravidische Sprache in Pakistan gesprochen wird und dass das dravidische Sprachgebiet vor dem Eindringen der indoarischen Sprachen wohl viel weiter in den Norden gereicht habe.
1964 begannen zwei Forschungsteams, eines in der Sowjetunion, eines in Finnland, unabhängig voneinander eine computergestützte Analyse der Indus-Schrift. Beide kamen zum Schluss, dass die Sprache dravidisch ist. Diese These beruht auf einer strukturellen Analyse der Inschriften, die anzudeuten scheint, dass die Sprache der Inschriften agglutinierend war. Asko Parpola, der Leiter der finnischen Forschungsgruppe, beansprucht seit 1994, die Indus-Schrift zumindest teilweise entziffert zu haben. Er stützt sich dabei auf das Rebus-Prinzip und Fälle von Homonymen. Demnach stünde zum Beispiel ein Zeichen, das einen Fisch darstellt, für die Lautfolge *mīn, die im Proto-Dravidischen sowohl „Fisch“ als auch „Stern“ bedeuten kann.
Weil aber keine zweisprachigen Texte bekannt sind und das Korpus der harappanischen Inschriften begrenzt ist, scheint eine vollständige Entzifferung der Indus-Schrift schwierig bis unmöglich. Manche Forscher bestreiten sogar, dass es sich bei den Zeichen überhaupt um eine Schrift handelt. Die Frage, ob die Träger der Induskultur einer dravidischen Sprachgruppe angehörten, gewinnt im Rahmen eines tamilisch-nationalistischen Diskurses eine besondere politische Schärfe: Hier scheint die Beanspruchung der Domänen des Dravidischen und der Induskultur häufig für eine Identitätsbestimmung moderner Tamilität notwendig zu werden, während nordindische Forscher behaupten, die Sprache der Indus-Schrift sei eine archaische Form des Sanskrit gewesen. Die meisten Forscher halten aber die Verwandtschaft des Harappanischen mit den dravidischen Sprachen für eine plausible, wenn auch unbewiesene Hypothese.

### Dravidisch und Elamisch
Schon R. A. Caldwell vermutete 1856 in seiner vergleichenden Grammatik eine Verwandtschaft zwischen den dravidischen Sprachen und dem Elamischen. Die elamische Sprache wurde vom 3. bis 1. vorchristlichen Jahrtausend im Südwesten Irans gesprochen und gilt als eine isolierte Sprache, d. h. eine Sprache ohne nachgewiesene Verwandte. In den 1970er Jahren griff der amerikanische Forscher David W. McAlpin diese Theorie wieder auf und veröffentlichte 1981 eine Monografie, in der er für sich beanspruchte, die elamisch-dravidische Verwandtschaft nachgewiesen zu haben. Die elamisch-dravidische Hypothese beruht zum einen auf strukturellen Ähnlichkeiten (beide Sprachen sind agglutinativ und weisen Parallelen in der Syntax auf), zum anderen wies McAlpin auf eine Reihe ähnlich lautender Suffixe hin und stellte 81 elamisch-dravidische Wortgleichungen auf. Nach McAlpins Hypothese gehörten Elamisch und Dravidisch zu einer gemeinsamen Sprachfamilie, die man nach ihrer angenommenen Urheimat im Zagros-Gebirge auch „zagrosisch“ nennt, und hätten sich zwischen 5500 und 3000 v. Chr. voneinander getrennt.
Aus Sicht der meisten anderen Forscher sind aber McAlpins Belege nicht ausreichend genug, um eine genetische Verwandtschaft nachzuweisen. Zvelebil 1991 spricht von einer „attraktiven Hypothese“, für die es viele Anhaltspunkte, aber keinen Beweis gebe. Steever 1998 hält McAlpins These für zweifelhaft.

### Dravidisch und Uralisch
Die Theorie von der Verwandtschaft zwischen den dravidischen und den uralischen Sprachen, einer Familie, zu der unter anderem Finnisch, Estnisch und Ungarisch gehören, geht ebenfalls bereits auf R. A. Caldwell zurück, der 1856 meinte, „bemerkenswerte Ähnlichkeiten“ zwischen den dravidischen und den finnisch-ugrischen Sprachen festgestellt zu haben. In der Folge unterstützte eine Vielzahl an Forschern diese These.
Die dravidisch-uralische Theorie stützt sich auf eine Reihe von Übereinstimmungen im Wortschatz der dravidischen und uralischen Sprachen, Ähnlichkeiten in der Phonologie und vor allem strukturelle Ähnlichkeiten: Beide Sprachfamilien sind agglutinativ, kannten wohl ursprünglich keine Präfixe, weisen bei Nomina wie Verben dieselbe Reihenfolge der Suffixe auf, haben eine SOV-Wortstellung und stellen Attribute vor ihr Bezugswort. Während einige Forscher davon ausgehen, dass die dravidischen und uralischen Sprachen einen gemeinsamen Ursprung haben, vertreten andere die Ansicht, dass die Sprachfamilien in prähistorischer Zeit in Zentralasien miteinander in Kontakt standen und sich gegenseitig beeinflussten.
Problematisch an der dravidisch-uralischen Hypothese ist, dass sie hauptsächlich auf typologischen Ähnlichkeiten aufbaut, die nicht ausreichen, um eine genetische Verwandtschaft nachzuweisen. Somit kann auch sie nicht als gesichert gelten, wird aber von einigen als wahrscheinlichste unter den Theorien, die die dravidischen Sprachen mit anderen Sprachfamilien zu verbinden suchen, angesehen. Diese Hypothese wird jedoch von vielen Spezialisten in den Uralischen Sprachen abgelehnt und wurde auch in jüngster Zeit von dravidischen Linguisten wie Bhadriraju Krishnamurti stark kritisiert.

### Dravidisch und Nostratisch
Während die binäre Beziehung des Dravidischen zum Uralischen heute kaum noch Zustimmung findet, wird intensiv an einer umfassenderen Hypothese gearbeitet: Aharon Dolgopolsky und andere fassen das Dravidische als eine Untereinheit der nostratischen Makrofamilie auf, die außer dem Uralischen weitere eurasische Sprachfamilien umfassen soll:
- Nostratisch
  - Indogermanisch
  - Kartwelisch
  - Uralisch-Jukagirisch
  - Turkisch
  - Mongolisch
  - Tungusisch
  - Koreanisch
  - Japanisch (?)
  - Afroasiatisch
  - Elamisch
  - Dravidisch

Das Afroasiatische wird heute kaum noch zum Nostratischen gerechnet, neuerdings wird Elamisch als eigene Komponente des Nostratischen gesehen, die nicht näher mit dem Dravidischen verwandt sei. Es muss kaum erwähnt werden, dass fast alle Dravidologen die nostratische Hypothese ablehnen. Die in Dolgopolsky 1998 zusammengetragenen 124 nostratischen Wortgleichungen – sie enthalten etwa zur Hälfte dravidische Bezüge – werden als zufällige Ähnlichkeit, Lehnwort, Wanderwort, Fehlinterpretation, nicht-proto-dravidisch o. ä. qualifiziert. Man wird abwarten müssen, ob die hypothetischen Makrofamilien, die in eine weit größere Zeittiefe als ihre Zweige zurückreichen, jemals den Status einer weitgehend akzeptierten Lehrmeinung erhalten. Interessant ist in diesem Zusammenhang, dass das Dravidische ausdrücklich kein Bestandteil der von Joseph Greenberg alternativ vorgeschlagenen eurasiatischen Makrofamilie sein soll.
Ein Beispiel einer nostratischen Wortgleichung mit einem dravidischen Bezug findet man im Artikel Nostratisch.